# Paloma Blanca
Paloma Blanca, spanska för "vit duva" och ofta kallad Una Paloma Blanca, är en sång skriven av George Baker och ursprungligen inspelad med hans band George Baker Selection. Den släpptes i mars 1975 och blev en stor hitlåt runtom i Europa.
Sången toppade US Billboard Easy Listening Singles under tidigt 1976, toppade årslistan 1976, nådde topplaceringen 26 på US Billboard Hot 100, samt nådde topplaceringen 33 på listan US Hot Country Singles.

## Andra versioner
Låten spelades även in av Jonathan King samma år som originalversionen kom ut, och han belönades för "Årets bästa skiva" då Ivor Novello Awards delades ut, och hamnade bland de fem främsta på den brittiska listan, jämfört med Bakers original som nådde tiondeplatsen. År 1975 fick även svenska dansbandet Säwes en stor hit med låten i Sverige, med text på svenska av Hans Rytterström. Siw Malmkvist fick också en hit med en svenskspråkiga version av sången, vilken som bäst nådde en åttondeplats på den svenska singellistan 1975–1976.
Även en norskspråkig version blev en hit  1975 för Hans Petter Hansen och ytterligare en franskspråkig version, med text av Michel Jourdan blev en hit samma år med Patricia Lavila.